# Gnejusz Kalpurniusz Pizon
Gnejusz Kalpurniusz Pizon (Gnaeus Calpurnius Piso; ur. 44/43 p.n.e., zm. 20 n.e.), syn Gnejusza Kalpurniusza Pizona (konsula w 23 p.n.e. razem z cesarzem Augustem) oraz brat Pizona Augura (konsula w 1 p.n.e.).

## Życiorys
Członek rodziny, której przedstawiciele sprawowali najwyższe urzędy w Rzymie od trzech stuleci. Trybun wojskowy w kampanii w Hiszpanii w 26/25 p.n.e.; kwestor 19/18 p.n.e. Przyjaciel cesarza Tyberiusza, wraz z którym pełnił urząd konsula w 7 p.n.e. Został wyznaczony namiestnikiem prowincji Syrii w 17 n.e. w ścisłym związku z misją Germanika na Wschodzie.
 Rywalizował z Germanikiem, który formalnie wyrzekł się przyjaźni z nim tuż przed swą śmiercią w niejasnych okolicznościach w październiku 19 n.e. Pizon był powszechnie podejrzewany wraz z żoną Munacją Planciną (Munatia Plancina) o otrucie Germanika. Nowo wybrany gubernator Syrii, Gnejusz Sencjusz Saturninus, zmusił go do udania się do stolicy.
Po powrocie do Rzymu został oskarżony o bezprawne opuszczenie prowincji i zdradę i postawiony przed sądem. Popełnił samobójstwo. Skazany pośmiertnie na zatarcie pamięci o nim, karę traktowaną jako najcięższą dla członka stanu senatorskiego. Zachowała się inskrypcja zawierająca treść tego wyroku - Senatus Consultum de Cn. Pisone patre - dekretu wydanego 10 grudnia 20 n.e. Wyrok postanawiał, że:
- żadnej kobiecie nie wolno było opłakiwać śmierci Pizona, jak nakazywała tradycja,
- nakazano zniszczenie prywatnych i publicznych wizerunków Pizona,
- krewni Pizona nie mogli pokazywać jego imagines, czyli woskowych masek, tradycyjnie noszonych w czasie pogrzebów i przechowywanych w atriach,
- imię Pizona zostało usunięte z bazy pomnika Germanika,
- skonfiskowano własność Pizona.

Jego spadkobiercy (dwóch synów i wnuczka) otrzymali większość majątku, ale nie jako dziedzictwo, tylko jako nowe nadanie senatu i cesarza. Przy tym najstarszy syn musiał zaprzestać noszenia imienia Gnejusz, jakie nosił ojciec i jakie było tradycyjnie używane w tej rodzinie. Wyrok nie spowodował zmniejszenia znaczenia rodu Kalpurniuszy Pizonów. Potomkowie zachowali większość majątku i osiągali najwyższe urzędy.

## Potomkowie
- Gnejusz (Lucjusz) Kalpurniusz Pizon - zmuszony wyrokiem na ojca do zmiany imienia; konsul w 27 n.e.
  - Kalpurnia - zamężna z konsulem Lucjuszem Noniuszem Asprenasem
  - Lucjusz Kalpurniusz Pizon; konsul w 57 n.e.
    - Kalpurnia - zamężna z Kalpurniuszem Galerianusem
      - Gajusz Kalpurniusz Pizon; konsul w 97 n.e.
- Marek Kalpurniusz Pizon